# اچ‌ام‌اس ترنج (۱۹۱۷)
اچ‌ام‌اس ترنج (۱۹۱۷) (به انگلیسی: HMS Bergamot (1917)) یک زیردریایی بود که طول آن ۲۵۰ فوت (۷۶ متر) بود. این زیردریایی در سال ۱۹۱۷ ساخته شد.